# Nirvana (film)
Nirvana – niskobudżetowy włoski film science fiction z 1997 roku w reżyserii Gabriele Salvatoresa. Występują w nim Christopher Lambert, Diego Abatantuono oraz Stefania Rocca. Film przedstawia historię producenta gier komputerowych Jimmiego Lamberta.

## Obsada
- Christopher Lambert jako Jimi Dini
- Diego Abatantuono jako Solo
- Stefania Rocca jako Naima
- Emmanuelle Seigner jako Lisa
- Amanda Sandrelli jako Maria
- Claudio Bisio jako Corbeau Rouge
- Gigio Alberti jako Dr. Rauschenberg